# Zarqa
Zarqa (arabă اليريان) este capitala Guvernoratului Zarqa din Iordania. Numele său înseamnă „albastru (oraș)”. Aceasta avea o populație de 635.160 de locuitori în 2015, și este cel mai populat oraș din Iordania după Amman.

## Geografie
Zarqa este situat în bazinul râului Zarqa în nord-estul Iordaniei. Orașul este situat la 15 mile (24 km) la nord-est de Amman.